# Municipio de Richland (condado de Jones)
El municipio de Richland (en inglés: Richland Township) es un municipio ubicado en el condado de Jones en el estado estadounidense de Iowa. En el año 2010 tenía una población de 810 habitantes y una densidad poblacional de 8,69 personas por km².

## Geografía
El municipio de Richland se encuentra ubicado en las coordenadas 42°15′8″N 91°4′20″O / 42.25222, -91.07222. Según la Oficina del Censo de los Estados Unidos, el municipio tiene una superficie total de 93.25 km², de la cual 93,25 km² corresponden a tierra firme y (0 %) 0 km² es agua.

## Demografía
Según el censo de 2010, había 810 personas residiendo en el municipio de Richland. La densidad de población era de 8,69 hab./km². De los 810 habitantes, el municipio de Richland estaba compuesto por el 96,91 % blancos, el 0,12 % eran afroamericanos, el 0,74 % eran asiáticos, el 0,49 % eran de otras razas y el 1,73 % eran de una mezcla de razas. Del total de la población el 1,11 % eran hispanos o latinos de cualquier raza.